# Cigánd
Cigánd est une ville et une commune du comitat de Borsod-Abaúj-Zemplén en Hongrie.

## Villes jumelées
- Aluniș (Roumanie)
- Biel (Slovaquie)
- Sobrance (Slovaquie)